# Distrito electoral federal 1 de Campeche
El I Distrito Electoral Federal de Campeche es uno de los 300 Distritos Electorales en los que se encuentra dividido el territorio de México y uno de los 2 en los que se divide el estado de Campeche. Su cabecera es la ciudad de San Francisco de Campeche.
Está formado por los municipios de Calakmul, Calkiní, Campeche, Hecelchakán, Hopelchén y Tenabo. 
La aparición del Distrito I de Campeche data de 1863 cuando Rafael Dondé ocupó el primer asiento para integrar la II y III Legislatura del Congreso de la Unión.
De 1930 a 2018, el distrito fue ucupado sucesivamente por el Partido Revolucionario Institucional (PRI) y sus antecesores, Partido de la Revolución Mexicana (PRM) y Partido Nacional Revolucionario (PNR).

## Diputados por el distrito
| Diputado                         | Grupo parlamentario | Legislatura                    | Periodo     |
| -------------------------------- | ------------------- | ------------------------------ | ----------- |
| Rafael Dondé                     |                     | III                            | 1863 - 1865 |
| Joaquín Baranda                  | Liberal             | IV                             | 1867 - 1868 |
|                                  |                     |                                |             |
| José Ignacio Rivas               |                     | VIII                           | 1873 - 1875 |
| Eugenio Escobar                  |                     | IX                             | 1875 - 1878 |
|                                  |                     | X                              | 1878 - 1880 |
| Julio Zárate                     | Liberal             | XI                             | 1880 - 1882 |
| José Gómez                       |                     | XII                            | 1882 - 1884 |
| Manuel Peniche                   |                     | XIII XIV XV XVI XVII XVIII XIX | 1884 - 1900 |
| Francisco González de Cosío      |                     | XX XXI                         | 1900 - 1904 |
| Melesio Parra                    |                     | XXII                           | 1904 - 1906 |
| Melesio Parra                    | XXIV XXV            | 1908 - 1912                    |             |
| Salvador Martínez Alomía         |                     | XXVI                           | 1912 - 1914 |
| Juan Zurbarán Capmany            |                     | Constituyente                  | 1916 - 1917 |
| Juan Zurbarán Capmany            | XXVII               | 1917 - 1918                    |             |
| Arturo Baledón Gil               |                     | XXVIII                         | 1918 - 1920 |
| Juan Zurbarán Capmany            |                     | XXIX                           | 1920 - 1922 |
| Eduardo R. Mena Córdova          |                     | XXX                            | 1922 - 1924 |
| Silvestre Pavón Silva            |                     | XXXI                           | 1924 - 1926 |
| Raymundo Poveda                  |                     | XXXII                          | 1926 - 1928 |
| José del Carmen Hernández Pino   |                     | XXXIII                         | 1928 - 1930 |
| Ángel Castillo Lanz              |                     | XXXIV XXXV                     | 1930 - 1934 |
| Pablo Emilio Sotelo Regil        |                     | XXXVI                          | 1934 - 1937 |
| Héctor Pérez Martínez            |                     | XXXVII                         | 1937 - 1940 |
| Alberto Trueba Urbina            |                     | XXXVIII                        | 1940 - 1943 |
| Pedro Guerrero Martinez          |                     | XXXIX                          | 1943 - 1946 |
| Manuel J. López Hernández        |                     | XL                             | 1946 - 1949 |
| Alberto Trueba Urbina            |                     | XLI                            | 1949 - 1952 |
| Fernando Lanz Duret Sierra       |                     | XLII                           | 1952 -1955  |
| Tomás Aznar Álvarez              |                     | XLIII                          | 1955 - 1958 |
| José Ortiz Ávila                 |                     | XLIV                           | 1958 - 1961 |
| Manuel Pavón Bahaine             |                     | XLV                            | 1961 - 1963 |
| Carlos Pérez Cámara              |                     | XLVI                           | 1963 - 1967 |
| Ramón Alcalá Ferrera             |                     | XLVII                          | 1967 - 1970 |
| Rafael Rodríguez Barrera         |                     | XLVIII                         | 1970 - 1973 |
| Rosa María Martínez Denegri      |                     | XLIX                           | 1973 - 1976 |
| Abelardo Carrillo Zavala         |                     | L                              | 1976 - 1979 |
| Rafael Armando Herrera Morales   |                     | LI                             | 1979 - 1982 |
| Jorge Dzib Sotelo                |                     | LII                            | 1982 - 1985 |
| Elizabeth Cuevas Melken          |                     | LIII                           | 1985        |
| Maclovio Bedoya Rico             | 1986 - 1988         | LIII                           |             |
| Eraclio Soberanis Sosa           |                     | LIV                            | 1988 - 1991 |
| Luis Alberto Fuentes Mena        |                     | LV                             | 1991 - 1994 |
| Manuel Pacheco Arjona            |                     | LVI                            | 1994 - 1997 |
| Ramón Félix Santini Pech         |                     | LVII                           | 1997 - 2000 |
| Edilberto Jesús Buenfin Montalvo |                     | LVIII                          | 2000 - 2003 |
| Enrique Escalante Arceo          |                     | LIX                            | 2003 - 2006 |
| Víctor Manuel Méndez Lanz        |                     | LX                             | 2006 - 2009 |
| Carlos Oznerol Pacheco Castro    |                     | LXI                            | 2009 - 2012 |
| Landy Margarita Berzunza Novelo  |                     | LXII                           | 2012 - 2015 |
| Miguel Ángel Sulub Caamal        |                     | LXII                           | 2015 - 2018 |
| Carlos Enrique Martínez Ake      |                     | LXIV                           | 2018 - 2021 |
| José Luis Flores Pacheco         |                     | LXV                            | 2021 - 2024 |
| Elda Esther Castillo Quintana    |                     | LXVI                           | 2024 -      |

## Elecciones
2009
2012
2015
2018
2021
2024